# پونتفراکت
latitudeپونتفراکتlongitudeپونتفراکت
پونتفراکت (به انگلیسی: Pontefract) یک شهرک در بریتانیا است که در یورکشایر و هامبر واقع شده‌است.

## خصوصیات
پونتفراکت ۲۸٬۲۵۰ نفر جمعیت دارد.